# Michele Antonio Milocco

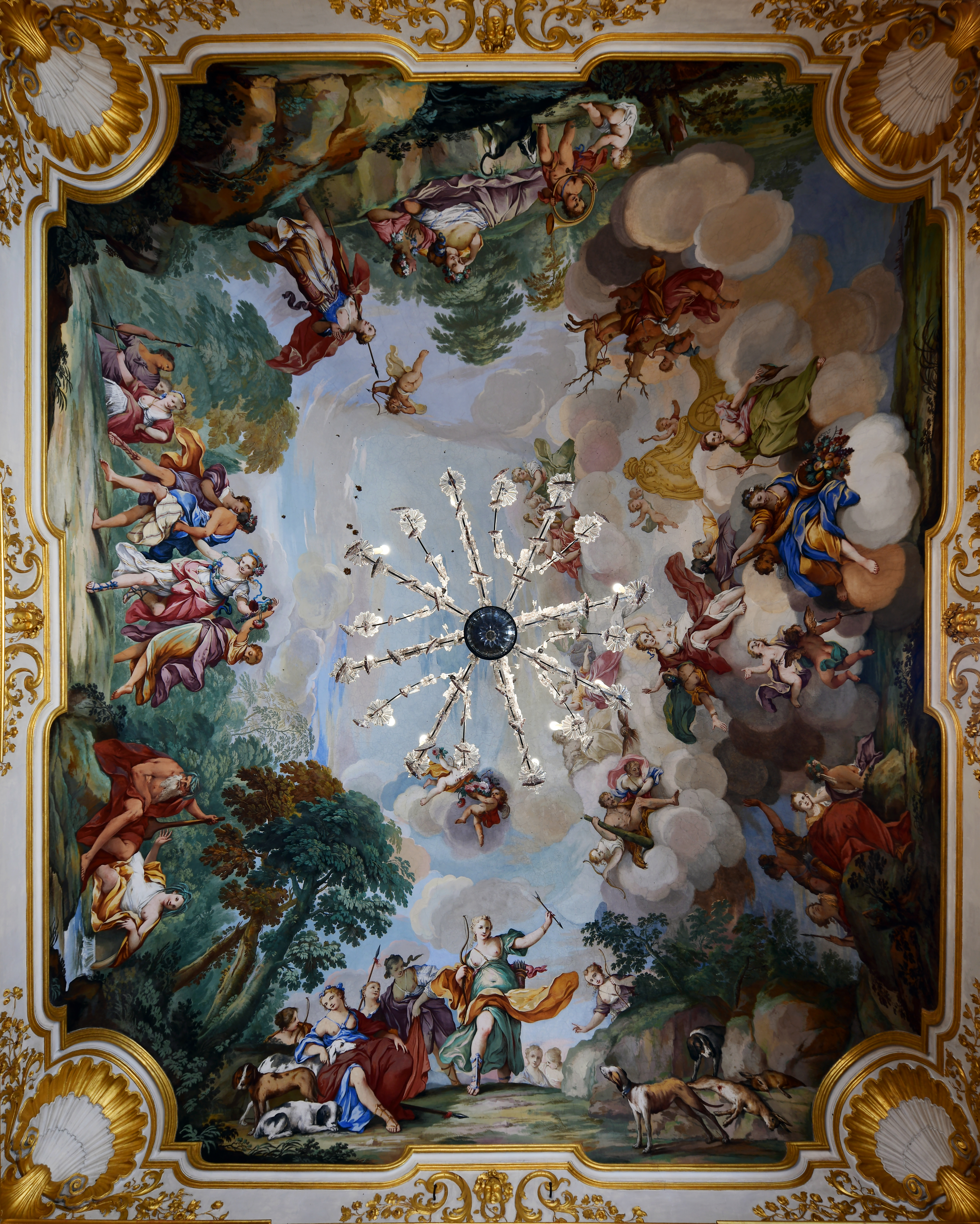
Michele Antonio Milocco: Il mito di Diana, 1731, soffitto nell'appartamento del Re, Palazzina di Caccia di Stupinigi

Michele Antonio Milocco (Torino, 1690 – Torino, 1772) è stato un pittore italiano.

## Biografia
Di famiglia originaria di Piode, in Valsesia, Michele Antonio Milocco nacque probabilmente a Torino nel 1690: il padre, Carlo, era cuoco alle dipendenze del principe Emanuele Filiberto di Savoia-Carignano. Trovatosi in un ambiente favorevole per la formazione artistica, quale la corte del Principe di Carignano, il giovane Michele Antonio sembrò fare i suoi primi approcci a Torino, per poi recarsi a Roma dal 1710: qui, vinse il primo premio dell'Accademia di San Luca in pittura. Su raccomandazione di Vittorio Amedeo I di Savoia-Carignano, venne assunto alle dipendenze del principe Odescalchi, ma già nel 1720 è segnalato il suo ritorno in Piemonte, al Castello di Rivoli, per completare un affresco rimasto incompiuto dal genovese Nicola Malatto. 
In qualità di Priore dell'Accademia di San Luca di Torino, Milocco dal 1729 fu acclamato come uno dei maggiori talenti della corte del re di Sardegna, e lavorava con alacre impegno per tele ed affreschi. Nel 1732, su committenza di Carlo Emanuele III, realizzò gli affreschi della Chiesa di san Carlo Borromeo a Torino, nel 1736 era al Palazzo Reale di Torino, intento ad affrescare la volta del Gabinetto presso il Pregadio della Regina e al lavoro di alcune tele per la Galleria Grande, poi sostituite dal Beaumont. Negli stessi anni era attivo a Moncalieri dove, su commissione di vari enti religiosi e arciconfraternite, lavorò nelle principali chiese cittadine: la Collegiata di S. Maria della Scala, l'Abbazia di Santa Maria di Carpice, la chiesa del monastero delle Carmelitane (S. Giuseppe), la chiesa del Gesù, di S. Croce e di S. Francesco. Sempre intorno al 1736 lavorò nella Palazzina di Caccia di Stupinigi, nella Camera e nell'Anticamera da letto della Regina. Del 1740 è poi la volta del Teatro Regio di Torino. Trascorse tutti i suoi anni alla corte del Re di Sardegna, per poi spegnersi nel 1772 nella capitale piemontese.

## Opere
Tra le sue opere maggiori: 
- Madonna con San Domenico, nella Chiesa di San Domenico a Torino
- Affresco del Soffitto della Sacrestia del Santuario della Consolata a Torino
- Gloria di Sant'Ignazio, nella Chiesa dei Santi Martiri a Torino
- Affresco della Cupola della Chiesa della Visitazione di Torino
- Affreschi nella chiesa del Santo Sudario di Torino.
- Affrescatura della Chiesa dell'Annunziata di Asti
- Affrescatura della cupola della chiesa di Santa Maria di Carpice (1732) in Moncalieri.
- Affrescatura de "Il trionfo della Croce" e della cupola della chiesa di Santa Croce in Moncalieri.
- Affrescatura della chiesa di San Giuseppe delle Carmelitane in Moncalieri.
- Affrescatura della cupola della chiesa del Gesù (1735) in Moncalieri.
- Lavori nelle Chiese di Sant'Egidio, San Francesco, Collegiata di Santa Maria della Scala di Moncalieri
- Opere al Palazzo Reale di Torino
- Camera ed Anticamera della regina (poi del Re) a Stupinigi
- Volta del Teatro Regio
- La Vergine con il Bambino ed i Santi Ambrogio e Giovanni Vincenzo - pala d'altare maggiore della Chiesa di San Giovanni Vincenzo in Sant'Ambrogio di Torino
- San Camillo con la Vergine, nella Chiesa di San Giuseppe a Torino

- Madonna del Rosario , nella Chiesa Parrocchiale della Conversione di San Paolo (1740 circa) - Bonzo di Groscavallo (TO)